# 安保三文書
安保三文書（あんぽさんぶんしょ）は、岸田文雄内閣が2022年12月16日に国家安全保障会議決定および閣議決定した日本の防衛政策における3つの文書の総称である。「国家安全保障戦略」「国家防衛戦略」「防衛力整備計画」の3文書で構成される。論争となってきた反撃能力の保有が明記され、その方針が確定した。

## 背景
自衛隊が「盾」在日アメリカ軍が「矛」の防衛政策を一貫してきた日本は、2022年当時の日本の安全保障環境に対し、最も厳しいと評した。中華人民共和国や北朝鮮の脅威に基づいて制定された。

## 国家安全保障戦略
最上位の指針とされている。中国の軍事行動について「これまでにない最大の戦略的な挑戦」と明記した上で、2027年までに防衛費を日本のGDP比で2%に達するよう目標を示した。積極的平和主義を維持しつつ「我が国を守る第一義的な責任は我が国にある」とした。

## 国家防衛戦略
防衛における目標を規定。2027年までに航空自衛隊は「航空宇宙自衛隊」に名称を変更することと明記し「宇宙作戦能力を強化し、宇宙利用の優位性を確保し得る体制を整備する」ことを改称の理由としている。

## 防衛力整備計画
自衛隊の保有すべき防衛力の水準を示し、その水準を達成するための中長期的な整備計画。

## 世論
今後5年間に防衛力を強化する政策に関しては、支持が55%、不支持が36%となっている。